# 量子異常
量子異常（りょうしいじょう、英語: quantum anomaly）とは、量子化した理論において、古典論における一般的な考察から予想される定理が成り立たなくなることである。単にアノマリーと呼ばれることもある。

## 概要
場の量子論における対称性とは、作用と経路積分測度を不変にするような変換をいう。この際作用が不変であるが、経路積分測度を不変にしないような見かけ上の対称性が実際は対称性でないときがある。このような現象を量子異常と呼ぶ。この見かけ上の対称性が大域的なものであるときは、ただ単にその理論は対称性を持たないというに過ぎないが、ゲージ対称性の場合は理論が定義できなくなる。

## U(1)Aカイラルアノマリー
インスタントンの効果によって破られる、QCDの量子異常である。

## ワイルアノマリー
弦理論のワイル対称性に対するゲージアノマリーである。このアノマリーが消えるという条件から、弦理論におけるtarget spaceの次元が定まる。

## 関連書籍
- 藤川和男：「経路積分と対称性の量子的破れ」、岩波書店、ISBN 4-00-007415-6 (2001年2月23日)
- K.Fujikawa and H.Suzuki: Path Integrals and Quantum Anomalies, Oxford University Press,(2004)